# Cristian Salvato
Cristian Dario Salvato (Campo San Martino, 18 agosto 1971) è un ex ciclista su strada italiano.
Specialista delle cronometro, da juniores e dilettante fu campione del mondo della cronometro a squadre nel 1989, 1993 e 1994. Fu poi professionista dal 1995 al 2001.

## Carriera
Dopo aver dato il suo contributo alla nazionale italiana nelle categorie minori, passò professionista nel 1995, correndo per tutta la sua carriera come gregario. Il suo unico successo da professionista fu il Gran Premio d'Europa, una cronocoppie con Dario Andriotto, e fu anche terzo nei campionati italiani a cronometro nel 1997.
Fra gli altri piazzamenti, fu undicesimo nella Tre Valli Varesine nel 1997, settimo nella Veenendaal-Veenendaal nel 1998 e terzo nel Gran Premio d'Europa dello stesso anno in coppia con Mirco Gualdi.
Dopo il ritiro dalle corse, avvenuto nel 2001, ha intrapreso la carriera dirigenziale nel settore industriale, diventando area manager del mobilificio Gruppo Euromobil. Nel 2014 è stato quindi eletto presidente dell'ACCPI (associazione corridori ciclisti professionisti italiani).

## Palmarès
- 1994 (dilettanti)

Duo Normand (cronocoppie con Gianfranco Contri)
- 1997

Gran Premio d'Europa (cronocoppie con Dario Andriotto)

## Piazzamenti

### Grandi Giri
- Giro d'Italia

1996: 83º
- Tour de France

1996: 94º
- Vuelta a España

1997: 76º
1998: 89º
1999: 107º

### Classiche monumento
- Milano-Sanremo

1996: 141º
1997: 155º
1998: 62º
1999: 77º
2000: 175º
2001: 167º
- Giro delle Fiandre

1998: 51º
2000: 61º
- Parigi-Roubaix

1995: 91º
- Liegi-Bastogne-Liegi

1998: 96º

### Competizioni mondiali
- Campionati del mondo

Mosca 1989 - Cronosquadre Juniores: vincitore
Oslo 1993 - Cronosquadre Dilettanti: vincitore
Catania 1994 - Cronosquadre Dilettanti: vincitore
San Sebastián 1997 - Cronometro Elite: 18º